# Не гальмуй
«Не гальмуй» (фр. À fond) — французька кінокомедія 2016 року, поставлена режисером Ніколасом Бенаму. Світова прем'єра фільму відбулася 11 листопада 2016 року на кінофестивалі в Сарла-ла-Канеда у Франції.

## Сюжет
Глава сімейства Том Кокс (Хосе Гарсія), косметичний хірург, давно мріяв про відпочинок. Він усе спланував і підготував, склав маршрут. Він із сімейством - вагітною дружиною Джулією, сином Ноєм, дочкою Лізон та батьком Беном(Андре Дюссольє), якому не дуже зраділа Джулія - вирушає у дорогу. На початку подорожі, Ноа забуває гарпун, а Бен хоче до туалету. Том і Бен вертаються додому. Бен у туалеті випадково ламає злив і йде. А Тому тим часом дзвонить його клієнтка, що скаржиться на припухлість після ін'єкцій ботоксу. Батько і син вертаються та вирушають у дорогу. На новенькому орендованому мінівені Medusa, щоб було ще простіше, вони фіксують розумну систему круїз-контролю. Але через деякий час діти голодніють, а система повідломляє про нестачу палива, і Том змушений їхати на заправку.
На заправці, поки сімейство йде до магазину за закупками, Бен заправляє машину. Він помічає дівчину на ім'я Мелоді, яка шукає свою маму, що забула її на заправці. Бен погоджується допомогти і ховає її у машині. Сімейство вирушає далі у дорогу. Під час поїздки, Джулія свариться з Томом через те, що у їхньому житті забагато присутності його батька. Під час їхньої сварки, система дає збій і управління круїз-контролем безповоротно блокується, та вони цього спершу не помічають. Коли ж вони це помічають, сварка розгоряється з новою силою і Мелоді видає себе. Том телефонує дилеру, який надає йому стандартні рекомендації - натиснути на гальмо, яка не допомагає. Мелоді помічає машину матері і озброївшись гарпуном вимагає, щоб Том зупинився, але Бен її нейтралізує.
Том починає нервувати і звертає вбік на інше шосе. Тим часом якийсь чолов'яга на жовтій BMW E34 хоче вийти і відкриває двері. Том, сам того не помічаючи, наїжджає на двері під час відкриття і вони вигинаються в інший бік. Двоє жандармів, Безос та Віньялі, які займалися коханням, помічають машину і Безос їде розбиратися в чому справа. А Віньялі помічає чолов'ягу на BMW, який їде навздогін за Томом, щоб розквитатися з ним за відірвані двері. Бен міняється місцями з Джулією і починає копирсатися у машині. Безос наздоганяє сімейство Коксів і вимагає знизити швидкість, але Том не може. Джулія малює на плакаті слово SOS і просить Лізон показати це жандарму. Він не бачить плакату, тож Лізон відкриває вікно і намагається показати йому плакат, але впускає його прямо в обличчя Безосу. Той його зриває. Плакат у польоті потрапляє на скло чолов'язі на BMW, що переслідує Тома, і той різко гальмує. Поки він намагається зірвати плакат, до нього під'їжджає Віньялі, але він втікає від неї. Тим часом Том помічає, що попереду буде в'їзд на платну дорогу. Безос зв'язується зі своєю начальницею, капітаном Петон і пояснює їй ситуацію. Вона розпоряджається підняти шлагбауми. У машині Бен фільмує те, що відбувається на телефон. Лізон згадує "великий секрет мами", але Джулія відмовчується. Том намагається придумати, як проскрочити шлагбауми і Ной радить йому закрити очі і використати Силу, як джедай. Коли вони доїжджають до пункту пропуску виявляється, що шлагбауми були підняті на зустрічній смузі. У паніці, Том звертає на зустрічну смугу, проїжджає шлагбаум і повертається на дорогу. Віньялі наздоганяє Безоса і вони разом супроводжують сім'ю Коксів за наказом капітана Петон. Чолов'яга на BMW під'їжджає до пункту пропуску і також проїжджає через шлагбауми, заплативши за проїзд та продовжує свою гонитву.
Том помічає, що вікно забруднилося і вмикає двірники, які ламаються. Він просить батька вилізти та протерти скло. Бен вилазить і успішно позбавляється від бруду, але сам ледь не зривається. Його витягають назад.Тому телефонує чоловік клієнтки, якій він робив ін'єкцію ботоксу. Він скаржиться, що у неї ускладнення після ін'єкцій, але Том радить відправити фото. Йому стає важче керувати машиною і він міняється місцями з Беном, після численних вмовлянь. Том дзвонить дилеру, але у того клієнти зламали машину, і він не дізнався нічого нового. Раптом, сімейство помічає осу, на укуси яких у Бена алергія. Члени сім'ї намагаються її здихатися і вона вилітає з машини і залітає до салону чолов'яги на BMW, який і досі веде переслідуваня. Оса жалить його у вухо, чолов'яга втрачає керування і врізається у машину з трубою на перекритій дорозі. Том помічає знак, що через 60 кілометрів від них утворився затор. Чолов'яга на BMW отямлюється, відшиває поліцейських, вибиває пошкоджене скло і продовжує переслідування. Тим часом капітану Петон приходять якісь знімки і вона зв'язується з Безосом. Той, отримавши інформацію, знову вимагає зупинитися, аргументуючи це тим, що його вже засікли за перевищення швидкості. Жандарм починає погрожувати пістолетом, звинувативши Джулію у фальшивій вагітності. Джулія розлютилася і показала свій живіт жандарму. Той знову зв'язується з капітаном. Виявляється, у тому випадку, на машині Тома їздив його батько разом з пасією. Безос звинуватив капітана у некомпетентності і вони почали продумувати план порятунку.
Том збирається розколупати машину щоб вимкнути електрику, а Джулії телефонує їх сусід знизу, який малював її оголені картини. Він скаржиться на потоп і хоче зустрітися з Джулією. Том це чує і у нього стається напад ревнощів. Він знову свариться з дружиною. Тим часом йому телефонує дилер і надає нові рекомендації - потрібно натиснути на гальма до відмови. Бен збирається натиснути на гальма, але хоче в туалет. Тим часом, чолов'яга на BMW знову наздоганяє сімейство Коксів. Бен мочиться у пакет, який Том викидає з вікна. Пакет із сечею потрапляє прямо у обличчя чолов'яги на BMW, який лютує з новою силою. Капітан Петон зв'язується з Безосом і каже, що евакуація буде вертольотом. Том просить Безоса не підпускати нікого ззаду, але чолов'яга на BMW ігнорує його накази. Том разом з батьком тисне на педаль з усієї сили, але ламає її. У люті він викидає зламану педаль у вікно, яка ледь не потрапляє у обличчя Безосу. Той ухилився від педалі, але втратив керування і впав. Віньялі повертається за ним і вони реквізують машину у клієнтки Тома Кокса, яка знаходилася неподалік. Чолов'яга на BMW нарешті наздоганяє машину Тома і хоче розквитатися з ним за відірвані двері. Коли він погрожує дітям Тома, Ной вистрілює йому у ногу гарпуном. Той волає від болю і знов погрожує дітям. Ной витягає гарпун, а чолов'яга, не впоравшись з керуванням, влітає на трейлерній пікнік і таранить машину одного з відпочиваючих, яка в свою чергу таранить трейлер. Збирається розлючена юрба і люди витягають чолов'ягу з машини, щоб дати йому стусанів за зіпсоване майно.
У машині знову напливають пристрасті. Том хоче дізнатися, що у їхніх стосунках з Джулією не так. Бен зізнається, що він влаштував потоп у квартирі Тома і перевищив швидкість на його машині, про що йому не сказав. Джулія каже Тому, що він змінився і став не таким романтичним, як колись. Тим часом двоє жандармів наздоганяють мінівен та пробують загальмувати його машиною, але не виходить. Потім, жандарми забирають дітей та Мелоді з машини. Лізон наостанок сказала батьку, що взуття, яке він подарував мамі, вона віддали бездомній, що живе у коробці біля дому. На це Джулія сказала, що Том кожен рік дарує їй одні й ті самі туфлі. Бен зізнається, що він обдурював Тома, та замовляв неякісний китайський ботокс для пацієнтів. Шокований Том наказує батьку забиратися з його життя. Бен намагається вийти з машини, але Том його спиняє. Тим часом до машини підлітає поліцейський гелікоптер. Джулія евакуйовується і Том залишається у машині з батьком. Вони наближаються до затору. Поліцейський підчіпляє машину і гелікоптер піднімає її у повітря, не давши врізатись у найближчі машини. Дах машини зривається і вона каменем падає на землю. Том і Бен лишаються цілими і неушкодженими, а дилер звільняється. Раптом, у Джулії починаються перейми і її доправляють у лікарню.
У Джулії народжується хлопчик. Вони вирішують назвати його Гаспаром на честь його хрещеного батька - Безоса. Бену телефонує нова подружка і вони йдуть з лікарні. Раптом, їх хтось кличе. Це той самий чолов'яга з BMW, який хоче розквитатися з Томом. На інвалідному візку він переслідує сімейство і намагається поквитатись з Томом, але двері зачиняються. Раптом, ліфт застрягає, гасне світло і сімейство скрикує з жаху.

## У ролях
| Хосе Гарсія        | ···· | Том Кокс, пластичний хірург                              |
| Андре Дюссольє     | ···· | Бен Кокс, батько Тома                                    |
| Каролін Віньо      | ···· | Джулія Кокс, дружина Тома                                |
| Жозефін Калліз     | ···· | Лізон, дочка Тома                                        |
| Стілан Лекай       | ···· | Ной, син Тома                                            |
| Шарлотта Габріс    | ···· | Мелоді, попутниця сімейства Коксів                       |
| Венсан Дезанья     | ···· | аджудан-шеф Гаспар Безос                                 |
| Флоренс Форесті    | ···· | капітан Петон                                            |
| Жером Коммандер    | ···· | Даніелі, дилер магазину мінівенів                        |
| Владимір Хубар     | ···· | Джекі, водій BMW E34, якому Том випадково відірвав двері |
| Беатріс Костантіні | ···· | Саша Шато-Шантель, пацієнтка Тома Кокса                  |
| Інгрід Донадьє     | ···· | жандарм Віньялі                                          |

## Знімальна група
- Автори сценарію — Ніколас Бенаму, Фредерік Жарден, Фабріс Роже-Лакан
- Режисер-постановник — Ніколас Бенаму
- Продюсери — Лоран Бурашо, Марко Черквуй, Тома Лангманн, Еммануель Монтамат
- Композитори — Максим Депре, Мішель Торджман
- Оператор — Антуан Марто
- Монтаж — Олів'є Мішо-Альшурун
- Підбір акторів — Крістель Барас
- Художник-постановник — Жан-Жак Жерноль
- Художник по костюмах — Аврора П'єр